# د. سام إبرامز
د. سام إبرامز (بالإنجليزية: D. Sam Abrams)‏ هو مترجم وشاعر أمريكي، ولد في 1952 في بيكلي في الولايات المتحدة.